# Петалино
Петалино (на македонска литературна норма: Петалино) е село в Северна Македония, община Новаци.

## География
Селото е разположено южната част на Северна Македония, в областта Мариово, от дясната страна на Църна. Лежи на надморска височина от 800 метра, а землището му е 7,7 km2.

## История

### В Османската империя
| Османски статистики        | Ханета | Неженени | Вдовици | Годишен приход |
| -------------------------- | ------ | -------- | ------- | -------------- |
| Дефтер № 4 от 1476/77 г.   | 17     | 1        | 2       | 682            |
| Дефтер № 16 от 1481/82 г.  | 22     |          |         | 689            |
| Дефтер № 73 от 1519 г.     | 29     | 2        |         | 1200           |
| Дефтер № 149 от 1528/29 г. | 33     | 6        | 1       | 1608           |
| Дефтер № 232 от 1544/45 г. | 18     | 2        | 2       | 1181           |

В 1880 година е изграден храмът „Свети Димитър“. Цялото население на селото е гъркоманско под върховенството на Цариградската патриаршия. По данни на секретаря на Българската екзархия Димитър Мишев („La Macédoine et sa Population Chrétienne“) в 1905 година в Петалино има 48 българи патриаршисти гъркомани.
Според Георги Трайчев Петалино има 20 къщи с 98 жители българи гъркомани.
Селото е разселено преди 1953 година.

## Личности
Родени в Петалино
- Трифон Петков (Трифон Петкакис) (? - 1906), деец гръцката въоръжена пропаганда в Македония[4]

Починали в Петалино
- Маринос Либеропулос (1875 – 1905), гръцки андартски капитан